# The Crow (film, 2024)
Pour les articles homonymes, voir The Crow.
Série The Crow
The Crow: Wicked Prayer
(2005)
Pour plus de détails, voir Fiche technique et Distribution.
The Crow est un film américain réalisé par Rupert Sanders et sorti en 2024. Il s'agit d'une nouvelle adaptation de la série de comics du même nom créée par James O'Barr et un reboot de la franchise.

## Synopsis
Poursuivis par des tueurs envoyés par une secte, Eric Draven et sa fiancée Shelly se font tous les deux assassiner sous l'ordre du chef de l'organisation dont Shelly est membre. Mais peu après, Eric est mystérieusement ressuscité par un corbeau. Sous le costume de The Crow, il va alors se venger.

## Fiche technique
Sauf indication contraire, les informations mentionnées dans cette section peuvent être confirmées par la base de données cinématographiques IMDb,  présente dans la section « Liens externes ».
- Titre original : The Crow
- Réalisation : Rupert Sanders
- Scénario : Zach Baylin et William Schneider, d'après les comics The Crow de James O'Barr
- Musique : Volker Bertelmann
- Direction artistique : Guy Bradley
- Décors : Robin Brown
- Costumes : Kurt and Bart
- Photographie : Steve Annis
- Montage : Jason Ballantine
- Production : Victor Hadida, Molly Hassell, John Jencks et Edward R. Pressman
- Production déléguée : Dan Farah et Kevan Van Thompson
- Sociétés de production : Hassell Free Productions, Electric Shadow Company, Davis Films, Edward R. Pressman Film Corporation et 30WEST
- Sociétés de distribution : Lionsgate (États-Unis), Metropolitan Filmexport (France)
- Budget : 50 millions de dollars[1]
- Pays de production :  États-Unis
- Langue originale : anglais
- Format : couleur
- Genre : fantastique, action, horreur, thriller
- Dates de sortie[2] : 
  - France : 21 août 2024
  - États-Unis : 23 août 2024
- Classification :
- États-Unis : R (interdit aux moins de 17 ans non accompagnées)
- France : Interdit aux moins de 12 ans lors de sa sortie en salles.

## Distribution
- Bill Skarsgård (VF : Gauthier Battoue ; VQ : Kevin Houle) : Eric Draven / The Crow
- FKA Twigs (VF : Amélia Ewu ; VQ : Naïla Louidort) : Shelly Webster[3]
- Danny Huston[4] (VF : Thierry Hancisse ; VQ : Jacques Lavallée) : Vincent Roeg
- Josette Simon (VF : Maïk Darah) : Sophia Webster
- Laura Birn (VF : Marie-Eugénie Maréchal ; VQ : Julie Beauchemin) : Marion
- Isabella Wei (VF : Rebecca Benhamour ; VQ : Sandrine Fagnant) : Zadie
- Sami Bouajila (VF : lui-même ; VQ : Frédéric Desager) : Kronos[5]
- Jordan Bolger (VF : Grégory Lerigab) : Chance
- Sebastian Orozco (VF : Baptiste Marc ; VQ : Nicolas Centeno Benoît) : Dorm

 Source et légende : version française (VF) sur RS Doublage et le Blu-ray français édité par Metropolitan ; version québécoise (VQ) sur Doublage.qc.ca

## Production

### Genèse et développement
En 2008, Stephen Norrington annonce au magazine Variety qu'il va écrire et réaliser une « réinvention » de The Crow dans un style très différent du premier film : « Alors que l'original d'Alex Proyas était glorieusement gothique et stylisé, le nouveau film sera réaliste, tranchant et mystérieux, presque de style documentaire. » En novembre 2009, Ryan Kavanaugh annonce que sa société Relativity Media est en négociation avec le producteur Edward R. Pressman pour les droits du film. En juillet 2010, le musicien australien Nick Cave est chargé de retravailler le script. En octobre 2010, il est révélé que le rôle-titre aurait été proposé à Mark Wahlberg.
Le cinéaste Stephen Norrington quitte finalement le projet en avril 2011. Alors que F. Javier Gutiérrez est évoqué, un autre Espagnol, Juan Carlos Fresnadillo, est annoncé au poste de réalisateur, alors que Bradley Cooper est en négociation pour incarner Eric Draven.
En avril 2011, le projet est remis en cause en raison d'un conflit entre Relativity Media et The Weinstein Company, qui possède encore les droits de distribution mondiaux de la franchise,. En juin 2011, Relativity Media confirme que le projet est toujours d'actualité et engage notamment le scénariste Alex Tse. En août 2011, il est révélé que Bradley Cooper a finalement quitté le projet en raison notamment d'incompatibilité de planning. Alors que Mark Wahlberg est à nouveau évoqué, des rumeurs font circuler les noms de Channing Tatum, Ryan Gosling ou encore James McAvoy,,. En octobre 2011, il est révélé que Juan Carlos Fresnadillo a quitté le poste de réalisateur.
Le poste de réalisateur est alors proposé à F. Javier Gutiérrez. Sa participation est confirmée en janvier 2012. Jesse Wigutow est lié au projet comme scénariste, alors que Bob et Harvey Weinstein sont annoncés à la production. En juin 2012, le producteur Edward R. Pressman déclare « les fans du film original de 1994 ont une place spéciale dans mon cœur. Le film actuel est une réinvention du roman graphique de James O'Barr pour le XXIe siècle. Nous sommes ravis d'avoir fait équipe avec le réalisateur Javier Gutiérrez et le scénariste Jesse Wigutow sur cette histoire, qui reste fidèle au cœur de la soif de vengeance d'Eric Draven »
Questionné sur le projet, l'auteur de l’œuvre originale James O'Barr déclare : « Je n'ai pas de grandes attentes. Je pense que la réalité est que, peu importe qui vous obtenez pour jouer dedans, ou si vous demandez à Ridley Scott de le réaliser et de dépenser 200 millions de dollars, vous n'allez toujours pas dépasser ce que Brandon Lee et Alex Proyas ont fait dans ce premier film à dix millions de dollars. » Plus tard, le scénariste Cliff Dorfman est engagé pour des réécritures, alors que le projet est officiellement validé.
En avril 2013, Tom Hiddleston est annoncé en négociation pour incarner Eric Draven, puis c'est Alexander Skarsgård qui est évoqué peu après, ce que le principal intéressé infirme. En mai 2013, Deadline.com annonce Luke Evans. En juillet 2013, l'auteur des comics d'origine James O'Barr rejoint le projet comme consultant créatif. Initialement réticent sur ce projet de reboot, l'auteur déclare dans une interview d'octobre 2015 qu'il a changé d'avis sur le nouveau film et tente de faire une adaptation fidèle de ses comics tout en essayant de respecter le premier film. En juillet 2014, le réalisateur F. Javier Gutiérrez part finalement réaliser Le Cercle : Rings et abandonne la réalisation de The Crow. En novembre 2014, James O'Barr annonce avoir coécrit un script avec Cliff Dorfman. En décembre 2014, le réalisateur britannique Corin Hardy est choisi. Il est ensuite précisé que Luke Evans abandonne le rôle d'Eric Draven, pris par d'autres projets.
En février 2015, l'auteur James O'Barr révèle en interview qu'il aimerait que Sam Witwer endosse le costume du personnage principal. Plus tard, c'est finalement le nom de Jack Huston qui est évoqué. Ce choix est officiellement confirmé en mars 2015 par James O'Barr à la Lexington Comic and Toy Convention. Jessica Brown Findlay est ensuite annoncée dans le rôle de Shelly Webster. En mai 2015, il est révélé qu'Andrea Riseborough pourrait incarner une version féminine du personnage de Top Dollar, incarné par Michael Wincott dans le premier film. Quelques mois plus tard, Jack Huston a finalement quitté le projet et Relativity Studios pense notamment à Nicholas Hoult et Jack O'Connell pour le remplacer,. En juillet 2015, The Hollywood Reporter révèle que la production du reboot est remise en question en raison de la faillite de Relativity Media, même si James O'Barr déclare que le projet est toujours en développement.
Un tournage est ensuite annoncé pour mars 2016, toujours avec Corin Hardy à la réalisation,,. En septembre 2016, Jason Momoa est confirmé dans le rôle-titre alors que le tournage est annoncé pour janvier 2017. En novembre 2016, le film est alors intitulé The Crow Reborn et doit être produit par Highland Film Group et Electric Shadow. Courant 2018, il est annoncé que Jason Momoa et Corin Hardy ne participent finalement plus au projet. Le réalisateur évoque des différends créatifs avec le producteur Samuel Hadida et décrit que la décision a été très dure à prendre.
Le projet est relancé en janvier 2020. En mars 2022, Edward R. Pressman confirme que le projet est toujours en développement. Peu après, il est annoncé que le film sera réalisé par Rupert Sanders et écrit par Zach Baylin.

### Attribution des rôles
Alors que de nombreux acteurs ont été évoqués durant les années de gestation du projet, Bill Skarsgård est officiellement confirmé dans le rôle de The Crow en avril 2022. Son frère Alexander Skarsgård avait été un temps envisagé en 2013. Peu après l'annonce de la participation de Bill Skarsgård, l'artiste  FKA Twigs est annoncée dans le rôle de sa petite amie.
En août 2022, Danny Huston est annoncé dans un rôle non précisé. Son neveu, Jack Huston, avait un temps été lié au rôle d'Eric Draven en mars 2015.

### Tournage
Le tournage débute le 13 juillet 2022 à Prague en Tchéquie.

## Sortie

### Accueil critique
En France, le site Allociné propose une moyenne de 1,7⁄5, d'après l'interprétation de 6 critiques de presse.